# Rudolf Reuter (Bibliothekar)
Josef Rudolf Reuter (* 29. Juli 1891 in Essen; † 11. Januar 1977 in Köln) war ein deutscher Bibliothekar, Erwachsenenbildner und Hochschullehrer.

## Leben
1913 legte Reuter eine historische Dissertationsschrift vor, mit der er 1914 an der Universität Bonn promoviert wurde. Zunächst war er als Gymnasiallehrer im Schuldienst tätig. 1923 übernahm er den Vorsitz der neu gegründeten Preußischen Volksbüchereivereinigung. Zum 1. August 1924 wurde er Direktor der Volksbüchereien in Köln (heute: Stadtbibliothek Köln). Unter seiner Leitung wurde dort am 15. Mai 1928 die Westdeutsche Volksbüchereischule als Fachschule für Bibliothekare eröffnet. Die Schule wurde zum 1. Oktober 1944 geschlossen. Nach 1945 leitete er das neue Bibliothekar-Lehrinstitut in Köln (heute: TH Köln). Ab 1956 gehörte er dem Präsidium des Bundes der Theatergemeinden mit Sitz in Bonn an. Ab 1957 hatte er kontinuierliche Lehraufträge der Universität zu Köln zur Theorie der Erwachsenenbildung. Reuter nahm 1926 und 1927 an Treffen des Hohenrodter Bunds und 1925 und 1926 an Treffen des Wolfram-Bunds teil.
1920 heiratete Reuter in Köln Maria Agnes Koch. 1932 wurde er Ehrenmitglied der katholischen Studentenverbindung KDStV Rappoltstein (Straßburg) Köln. Er starb 1977 im Alter von 85 Jahren und wurde in der Familiengrabstätte seiner Ehefrau auf dem Kölner Melaten-Friedhof beigesetzt.

## Schriften (Auswahl)
- Der Kampf um die Reichsstandschaft der Städte auf dem Augsburger Reichstag 1582: Dargestellt auf Grund des Aktenmaterials der Reichsstädte Köln, Augsburg und Strassburg, mit besonderer Berücksichtigung der Haltung Kölns, Inaugural-Dissertation, Rheinische Friedrich-Wilhelms-Universität zu Bonn 1916
- Die Priesterin. Tragödie in 4 Aufzügen, Köln, Leipzig: Salm, 1920
- Ferdinand Roese (1815–1859), ein vergessener politischer Philosoph und Vorkämpfer des Völkerbundgedankens, in: Festgabe, Friedrich von Bezold dargebracht zum 70. Geburtstag von seinen Schülern, Kollegen und Freunden, Bonn: K. Schroeder/Leipzig: E. Gräfe 1921, S. 290–303
- Denkschrift zur Umgestaltung der Kölner Fachschule, o. J. (1926)
- Das freie Volksbildungswesen seit 1918, in: Der güldne Schrein. Ein Jahrbuch für gute Leser und freundwillige Buchberater auf das Jahr 1928, Hamburg: Deutsche Dichter-Gedächtnis-Stiftung 1928, S. 120–139
- Schrifttum, Volk, Jugend, Köln: Verlag der Westdeutschen Blätter für Büchereiberatung, 1930
- Notzeit und Büchereiarbeit, Köln: Verlag der Westdeutschen Blätter für Büchereiberatung, 1931
- Kleines Lob der Bücherei. Gedichte, Selbstverlag 1941
- Buch und Volk, 1951
- Erwachsenenbildung: Bücher und Zeitschriftenaufsätze. Eine Auswahlbibliographie mit besonderer Berücksichtigung der Jahre 1918–1933, Köln: Verlag Der Löwe, Reykers, 1958
- Idee und Wirklichkeit der Erwachsenenbildung: Aufsätze, Vorträge und Denkschriften, besonders zum Büchereiwesen, Köln: Verlag Der Löwe, Reykers, 1960